# Ape (Letonia)
Ape (en alemán: Hoppenhof y en estonio: Hopa) es una villa de Letonia cerca de la frontera con Estonia, ubicada en la histórica región de Vidzeme.

## Historia
En 1420 la familia Hoppe invirtió en la zona. A finales del siglo XIX la villa estuvo bajo el mando del terrateniente Axel von Delwig. En 1903 existía una estación de ferrocarril perteneciente a la línea Walk - Marienburg.
Obtuvo derechos de villa en 1928.

## Personajes ilustres
- Andris Šķēle, primer ministro de Letonia.

- Datos: Q618119
- Multimedia: Ape / Q618119